# Velice
Velice jsou vesnice, část obce Dříteň v okrese České Budějovice v Jihočeském kraji. Nachází se asi 2,5 kilometru jihovýchodně od Dřítně. Je zde evidováno 63 adres. V roce 2011 zde trvale žilo 146 obyvatel.
Velice leží v katastrálním území Dříteň o výměře 13,01 km².

## Historie
První písemná zmínka o vesnici pochází z roku 1490.

## Obyvatelstvo
| Rok            | 1869 | 1880 | 1890 | 1900 | 1910 | 1921 | 1930 | 1950 | 1961 | 1970 | 1980 | 1991 | 2001 | 2011 | 2021 |
| -------------- | ---- | ---- | ---- | ---- | ---- | ---- | ---- | ---- | ---- | ---- | ---- | ---- | ---- | ---- | ---- |
| Počet obyvatel | 297  | 322  | 320  | 324  | 311  | 322  | 319  | 239  | 231  | 196  | 168  | 113  | 120  | 146  | 145  |
| Počet domů     | 34   | 40   | 40   | 41   | 42   | 45   | 54   | 59   | 59   | 57   | 49   | 52   | 69   | 71   | 65   |

## Obecní správa
V letech 1850–1868 tvořily Velice a Chlumec samostatnou obec. V roce 1868 se obě sídla osamostatnila. Dne 12. června 1960 se Velice staly částí obce Dříteň. V letech 1850–1960 k obci patřil Libív.